# Hapoel Ironi Rischon LeZion
Hapoel Ironi Rischon LeZion (vollständiger Name: Hapoel Ironi Rischon LeZion FC, hebräisch הפועל עירוני ראשון לציון) ist ein israelischer Fußballverein in Rischon LeZion.

## Geschichte
Der Club gehört zu den ersten von jüdischen Siedlern im damaligen Mandatsgebiet Palästina gegründeten Fußballvereinen. 1946 spielte Hapoel im Finale des Vorläuferwettbewerbs des israelischen Fußballpokals und unterlag dort Maccabi Tel Aviv. Nach der Staatsgründung 1948 folgte eine wechselvolle Geschichte. In der höchsten Spielklasse war man 1978–1979, 1980–1982 und zwischen 1994 und 2003 vertreten. 1996 gelang ein weiterer Einzug in ein Cupfinale, in dem man erneut gegen Maccabi Tel Aviv den Kürzeren zog. Da Tel Aviv in einem höheren internationalen Wettbewerb startete, rückte Rischon LeZion in die Qualifikation zum Europapokal der Pokalsieger auf, in der man jedoch am moldawischen Vertreter Constructorul Chisinau (heute FC Tiraspol) knapp nach 0:1-Hinspielniederlage und 3:2-Heimsieg aufgrund der Auswärtstorregel scheiterte. 2011 gelang zum insgesamt vierten Mal der Aufstieg in die erste israelische Liga, man stieg jedoch direkt wieder ab.